# Епифанов, Георгий Кузьмич
Гео́ргий Кузьми́ч Епифа́нов (24 августа 1918, Москва — 26 марта 1997, Москва) — советский оператор документального кино, фронтовой кинооператор Великой Отечественной войны. Заслуженный деятель искусств РСФСР (1976).

## Биография
Родился в Москве в семье рабочих. По окончании средней школы в 1936 году поступил на операторский факультет ВГИКа, по завершении учёбы в октябре 1940 года был призван в Красную армию, был фотолаборантом в подразделениях авиации.
С началом Великой Отечественной войны служил в ВВС на Западном, Ленинградском и Сталинградском фронтах. С августа 1944 года по июль 1945 — в киногруппе  1-го Белорусского фронта. С августа по октябрь 1945 года — Забайкальского фронта. Его аэросъёмки вошли в разные фильмы о военных операциях Великой Отечественной войны.
После демобилизации работал на Центральной студии документальных фильмов (Российская центральная студия документальных фильмов — с 1993 года). Помимо фильмов является автором сюжетов для кинопериодики: «Искусство», «Московская кинохроника», «Новости дня», «Пионерия», «Поволжье», «Ровесник», «Советский воин», «Советское кино», «Советский Патриот», «Советский спорт», «Союзкиножурнал», «Хроника наших дней». Проработал на студии до октября 1995 года.
Член Союза кинематографистов СССР с 1957 года.
Скончался 26 марта 1997 года в Москве. Похоронен на Введенском кладбище (участок № 25).

### Семья
- Жена — Оттилия Болеславовна Рейзман (1914—1986), оператор-документалист;
- Незарегистрированным браком был также женат на певице Клавдии Ивановне Шульженко (1906—1984)[2] с 1956 по 1964 год и с 1976 до смерти Шульженко.

## Фильмография
- 1945 — Берлин (в соавторстве)
- 1945 — Разгром Японии (в соавторстве)
- 1946 — 1 Мая (ч/б вариант; в соавторстве)
- 1947 — Великий всенародный праздник (в соавторстве)
- 1947 — День победившей страны (в соавторстве)
- 1947 — Слава Москве / 800-летие Москвы (в соавторстве)
- 1949 — XXXII Октябрь (в соавторстве)
- 1949 — Калининградцы
- 1949 — Орденоносная Московская область (в соавторстве)
- 1949 — По почину москвичей (в соавторстве)
- 1949 — Спортивная зима (в соавторстве)
- 1950 — Первое Мая 1950 г. в Москве (в соавторстве)
- 1950 — Советский Дагестан (в соавторстве)
- 1951 — Встреча велосипедистов СССР и Болгарии (в соавторстве)
- 1951 — Декада украинского искусства и литературы в Москве (в соавторстве)
- 1951 — День Воздушного флота СССР (в соавторстве)
- 1951 — Первое Мая 1951 года (в соавторстве)
- 1951 — Юбилей Большого театра (в соавторстве)
- 1952 — Международное экономическое совещание в Москве (в соавторстве)
- 1952 — По Хабаровскому краю (в соавторстве)
- 1953 — Гусь-Хрустальный (совместно с Б. Небылицким)
- 1955 — Международные соревнования по лёгкой атлетике в Москве (в соавторстве)
- 1955 — Москва праздничная (в соавторстве)
- 1956 — Сихотэ-Алиньский метеорит
- 1957 — Люди солнечной страны
- 1957 — На пороге второго столетия
- 1957 — Спутник над планетой (в соавторстве)
- 1958 — Дорога в жизнь
- 1960 — В нашем небе
- 1960 — Сельская Третьяковка
- 1961 — Большое сердце
- 1961 — Вторая жизнь капитана
- 1962 — Путешествие в год 1918
- 1962 — Я землю люблю
- 1963 — Уход в море
- 1964 — Земля ждёт
- 1964 — Лес шумит
- 1965 — В воротах Яшин (в соавторстве)
- 1965 — Метры красоты
- 1966 — Ещё один памятник
- 1967 — Наш друг Сунь Ятсен
- 1967 — Тень ефрейтора
- 1968 — Союз равноправных
- 1968 — Я буду жить долго
- 1969 — Крылья над льдами
- 1970 — Внимание, музыка
- 1970 — Солдаты Победы (в соавторстве)
- 1971 — Отсчитывая второй миллион
- 1972 — Штурвал в надёжных руках
- 1973 — Мы делу Ленина и партии верны (совместно с И. Греком, В. Извековым)
- 1973 — Серебряные крылья (совместно с Е. Аккуратовым, А. Истоминым, А. Мирумяном, Л. Михайловым, А. Хавчиным)
- 1974 — Голос войны (совместно с Г. Мякишевым)
- 1974 — Перечитывая Стасова
- 1975 — Вы не забыли это чудо?
- 1975 — Наследники Победы (в соавторстве)
- 1976 — Вспоминая военную песню (совместно с М. Поповой, В. Доброницким)
- 1976 — Дивные горы Андрея Бочкина
- 1977 — …И творчества полёт
- 1977 — Безграничное доверие партии и народа (совместно с Г. Монгловской, М. Ошурковым, А. Хавчиным)
- 1977 — Как мы отдыхаем
- 1977 — Пять страниц из одной жизни (совместно с И. Запорожским, Б. Лазаровым)
- 1978 — Большой счёт страны
- 1978 — На страже мира и труда
- 1978 — Родословная подвига (в соавторстве)
- 1978 — Художественная летопись страны (совместно с В. Байковым)
- 1978 — Электротехника сегодня (совместно с Е. Марфелем)
- 1979 — Дни Берлина в Москве (в соавторстве)
- 1979 — Застава
- 1979 — Из искр великого почина (в соавторстве)
- 1979 — Миллионы творцов
- 1979 — Одиннадцатый Московский Международный (совместно с А. Минаевым, А. Хавчиным)
- 1979 — Оставить добрый след
- 1980 — Всё для блага народа (совместно с В. Извековым)
- 1980 — Высшая награда Родины
- 1980 — Золотая Звезда Героя (совместно с П. Касаткиным, И. Фрезом)
- 1981 — 4-й съезд советских кинематографистов (совместно с И. Бганцевым, П. Касаткиным, А. Кулиджановым)
- 1981 — 25-летие Объединенного института ядерных исследований (совместно с А. Горемыкиным)
- 1981 — Академическая гребля. Олимпиада — 80 (совместно с О. Воиновым, Ф. Бочковым, Г. Шатровым)
- 1981 — Город встречает праздник (совместно с В. Никоновым)
- 1981 — День как день
- 1981 — О спорт, ты — мир! (в соавторстве)
- 1981 — Писатель и время (совместно с В. Байковым, И. Бганцевым)
- 1981 — Поезд стоит 120 минут
- 1981 — Призыв к миру (совместно с О. Воиновым, А. Гончаровым, О. Лебедевым, Г. Серовым)
- 1981 — Такой солдат непобедим (в соавторстве)
- 1982 — 5-й съезд художников РСФСР (совместно с В. Байковым)
- 1983 — Визит Генерального секретаря ООН в СССР (совместно с И. Филатовым)
- 1983 — Здесь солнце Родины встаёт (совместно с А. Гончаровым, Ю. Ивлевым)
- 1983 — От всего сердца
- 1983 — Парламентарии Камеруна в Советском Союзе (совместно с С. Черкасовым)
- 1983 — Художник и время (совместно с В. Байковым, В. Беляевым, С. Кузминским)
- 1984 — Войску Польскому — 40 лет (совместно с Ю. Ивлевым, Б. Киладзе)
- 1984 — Кино и время (совместно с В. Извековым, С. Кузминским, В. Никоновым)
- 1985 — В семье равноправных
- 1985 — Солдаты Орловы
- 1985 — СССР — СРВ: дружба, сотрудничество, солидарность (совместно с Ю. Голубевым, К. Дурновым, Е. Федяевым)
- 1986 — Визит в СССР Президента Мали (совместно с В. Муратовым)
- 1986 — Делегация парламента Мальты в СССР (совместно с А. Истоминым)
- 1987 — Высокий гость королевства Тонга в СССР (совместно с Ю. Орловым, Д. Парфёновым)
- 1987 — Крепи оборону Родины (совместно с С. Воронцовым, Н. Григорьевым, А. Кочетковым, Е. Марфелем, В. Сёминым)
- 1987 — Парламентарии Мадагаскара в СССР (совместно с Ю. Ивлевым)
- 1987 — Парламентарии Сан-Марино в СССР (совместно с В. Макаровым)
- 1987 — Советско-югославская встреча на высшем уровне (совместно с В. Грезиным)
- 1987 — Шаг к взаимопониманию (совместно с О. Воиновым, М. Левенбергом, Е. Федяевым)
- 1988 — Веление времени (совместно с В. Забабуриным)
- 1988 — Крепнут узы солидарности и дружбы (совместно с Ю. Голубевым, В. Еланчуком)
- 1988 — Майское утро
- 1988 — Парламентарии Коста-Рики в Москве (совместно с А. Лебедевым)
- 1988 — Порог
- 1988 — Стать солдатом. (Советская Армия)
- 1989 — Парламентарии Афганистана в Советском Союзе (совместно с В. Головнёй, А. Истоминым)
- 1990 — Беженцы
- 1990 — Наследство
- 1991 — Август — 91 (совместно с В. Шебановым)
- 1991 — Интертрейнинг — 91
- 1991 — Такой вот праздник (в соавторстве)

## Награды
- медаль «За оборону Ленинграда» (12 июня 1944)[3];
- три ордена Красной Звезды (18 июня 1945; 23 июля 1945; 12 октября 1945)[6][7][8];
- медаль «За оборону Москвы» (12 июня 1945)[3];
- медаль «За боевые заслуги» (2 сентября 1945)[9];
- медаль «За победу над Германией в Великой Отечественной войне 1941—1945 гг.» (5 ноября 1945)[3];
- медаль «За оборону Сталинграда» (28 ноября 1945)[3];
- медаль «За взятие Берлина» (7 мая 1946)[3];
- медаль «За победу над Японией» (14 мая 1946)[3];
- медаль «За освобождение Варшавы» (1946)[3];
- заслуженный деятель искусств РСФСР (31 декабря 1976)[1];
- орден Отечественной войны II степени (1 августа 1986)[3];
- серебряная медаль имени А. П. Довженко (1982) — за фильм «Такой солдат непобедим» (1981)[4];
- медали СССР[3].